# 음력 8월 17일
음력 8월 17일은 음력 8월의 17번째 날이다.

## 탄생
- 1977년 - 대한민국의 배우 신주리.
- 1978년 - 대한민국의 방송인 장영란.
- 2013년 - 대한민국의 배우 정시율.

## 사망
- 2000년 - 대한민국의 소설가 황순원.

## 기념일, 연중행사
- 대체공휴일: 대한민국

## 같이 보기
- 음력 360일: 1월 2월 3월 4월 5월 6월 7월 8월 9월 10월 11월 12월
- 전날:8월 16일 다음날:8월 18일 - 전달:7월 17일 다음달:9월 17일
- 양력:8월 17일
- 음력, 윤달